# Daniel Hale
Daniel Hale az amerikai Szökés című sorozat egyik kitalált szereplője, Danny McCarthy alakítja.

## Háttér
Daniel Hale-nek egy felesége van, a kormány titkosügynöke, aki a CÉG-nek dolgozik.

## Szerepek

### 1. évad
Daniel az első részben tűnik fel, amikor társával, Paul Kellermannal együtt megölnek egy papot, aki veszélyeztetné Lincoln Burrows kivégzését. Később Hale és Kellerman megpróbálják megfenyegetni a Fox River igazgatóját, hogy helyeztesse át Michael Scofieldet, ám miután ez nem sikerül, Lincoln családjára törnek: megölik Linc exnejét és annak férjét, majd fiával, LJ-vel is megpróbálnak végezni – sikertelenül. Később Daniel jó útra tér: közli feleségével, hogy elutaznak, majd találkozik Veronica Donovannal, hogy döntő bizonyítékokat adjon át Lincoln ügyével kapcsolatban. Csakhogy társa, Kellerman jelenik meg és megöli Hale-t (Veronica ezt elbújva nézi végig).